# Такао II
Такао II (яп. 高尾; 1640 — 5 декабря 1659), также известная как Сэндаи Такао или Мандзи Такао, — тайю (куртизанка или ойран) Ёсивары, одна из самых известных японского периода Эдо. Она дебютировала в 1655 году в качестве ведущей куртизанки «Великой Миуры», самого престижного борделя Ёсивары того времени, и быстро стала главной куртизанкой всей Ёсивары. Такао II вошла в число 6-11 куртизанок, носящих мёсеки (унаследованное имя) Такао. Наибольшую известность ей принёс роман с даймё Датэ Цунамунэ. Через некоторое время после её смерти эта история уже рассказывалась в кабуки (в пьесе под названием «Мэйбоку Сендай Хаги»), в песнях и литературе, будучи значительно искажённой.

## Легенды о Такао II
Согласно легенде, Датэ Цунамунэ, молодой даймё Муцу, посетил Ёсивару из-за политической интриги в своей семье. Его дядя стремился испортить его репутацию, чтобы заменить того в качестве даймё своим сыном, и косвенно поощрял его к разврату в кварталах удовольствий. Датэ Цунамунэ влюбился в Такао, но она отвергла его, так как уже обещала выйти замуж за своего любовника по окончании контракта с борделем. Цунамунэ выкупил её контракт, заплатив золотом, равным её весу. Владелец борделя утяжелил её рукава железом, пока она не стала весить больше 75 кг.
По одной из версий, на лодке, плывшей к дому Цунамунэ, в месте на реке под названием Три вилки (Мицумата), Такао пыталась прыгнуть в реку, чтобы либо спастись, либо утонуть. Цунамунэ пришёл в ярость от этого и убил её своим клинком, а затем бросил её тело в реку. Дядя Цунамунэ воспользовался этим убийством, чтобы вынудить племянника уйти с позиции даймё.
Согласно другой легенде, Такао отвергла Цунамунэ даже после того, как тот купил ей свободу, поэтому каждый день в течение 10 дней он ломал ей один палец. Однако та не подчинилась ему, и он отвёз её в Мицумату и повесил.

### Исторические неточности
Хотя в значительной степени легенды о Такао основаны на фактах, в них есть несколько исторических неточностей, самой важной из которых является смерть Такао от руки Цунамунэ. Три источника того времени, в том числе один, обнаруженный Санто Кёдзаном, младшим братом известного писателя Санто Кёдена, свидетельствует о её смерти от пневмонии или туберкулёза в возрасте 19 лет. Согласно «Рассказам о ворчливом Отокодате» (1660) несколько бывших ухажёров Такао организовали ей мемориал и купили надгробный камень, но были подвергнуты осуждению, что не проявляли к ней такой же преданности во время её болезни.
Ещё одной важной неточностью в рассказах о Такао связано с тем, что Датэ Цунамунэ, члены семьи которого действительно пытались свергнуть его, отказался от своего положения ещё до момента знакомства с Такао.
Описания отношений между Цунамунэ и Такао также имеют неточности. Так она, возможно, и не испытывала чувств к Цунамунэ, но нет никаких доказательств, что она собиралась выйти замуж за кого-то другого. Известно также, что знаменитое любовное письмо Такао Цунамунэ является подделкой.